# Montmiral
Montmiral est une commune française située dans le département de la Drôme en région Auvergne-Rhône-Alpes.

## Géographie

### Localisation
Montmiral se situe à 18 kilomètres au nord-est de Romans-sur-Isère.

### Relief et géologie
Sites particuliers :
- Combe de Bois Burais ;
- Combe de la Forêt ;
- Combe du Sabot.

### Hydrographie
La commune est arrosée par les cours d'eau suivants :
- la Joyeuse ;
- la Savasse ;
- le Chalon ;
- Ruisseau de Bagnol ;
- Ruisseau du Moucherand.

### Climat
Pour des articles plus généraux, voir Climat d'Auvergne-Rhône-Alpes et Climat de la Drôme.
En 2010, le climat de la commune est de type climat océanique altéré, selon une étude du CNRS s'appuyant sur une série de données couvrant la période 1971-2000. En 2020, Météo-France publie une typologie des climats de la France métropolitaine dans laquelle la commune est exposée à un climat de montagne ou de marges de montagne et est dans la région climatique  Moyenne vallée du Rhône, caractérisée par un bon ensoleillement en été (fraction d’insolation > 60 %), une forte amplitude thermique annuelle (4 à 20 °C), un air sec en toutes saisons, orageux en été, des vents forts (mistral), une pluviométrie élevée en automne (250 à 300 mm). 
Pour la période 1971-2000, la température annuelle moyenne est de 11,2 °C, avec une amplitude thermique annuelle de 17,3 °C. Le cumul annuel moyen de précipitations est de 1 015 mm, avec 9,2 jours de précipitations en janvier et 6,1 jours en juillet. Pour la période 1991-2020, la température moyenne annuelle observée sur la station météorologique de Météo-France la plus proche, « Saint-Christophe-L_sapc »sur la commune de Saint-Christophe-et-le-Laris à 9 km à vol d'oiseau, est de 11,9 °C et le cumul annuel moyen de précipitations est de 1 004,4 mm,. Pour l'avenir, les paramètres climatiques de la commune estimés pour 2050 selon différents scénarios d'émission de gaz à effet de serre sont consultables sur un site dédié publié par Météo-France en novembre 2022.

## Urbanisme

### Typologie
Au 1er janvier 2024, Montmiral est catégorisée commune rurale à habitat très dispersé, selon la nouvelle grille communale de densité à 7 niveaux définie par l'Insee en 2022.
Elle est située hors unité urbaine. Par ailleurs la commune fait partie de l'aire d'attraction de Romans-sur-Isère, dont elle est une commune de la couronne,. Cette aire, qui regroupe 30 communes, est catégorisée dans les aires de 50 000 à moins de 200 000 habitants,.

### Occupation des sols
L'occupation des sols de la commune, telle qu'elle ressort de la base de données européenne d’occupation biophysique des sols Corine Land Cover (CLC), est marquée par l'importance des territoires agricoles (59,1 % en 2018), une proportion sensiblement équivalente à celle de 1990 (58,9 %). La répartition détaillée en 2018 est la suivante : 
forêts (39,7 %), zones agricoles hétérogènes (24,7 %), prairies (18,8 %), terres arables (11,3 %), cultures permanentes (4,3 %), milieux à végétation arbustive et/ou herbacée (1,2 %). L'évolution de l’occupation des sols de la commune et de ses infrastructures peut être observée sur les différentes représentations cartographiques du territoire : la carte de Cassini (XVIIIe siècle), la carte d'état-major (1820-1866) et les cartes ou photos aériennes de l'IGN pour la période actuelle (1950 à aujourd'hui).

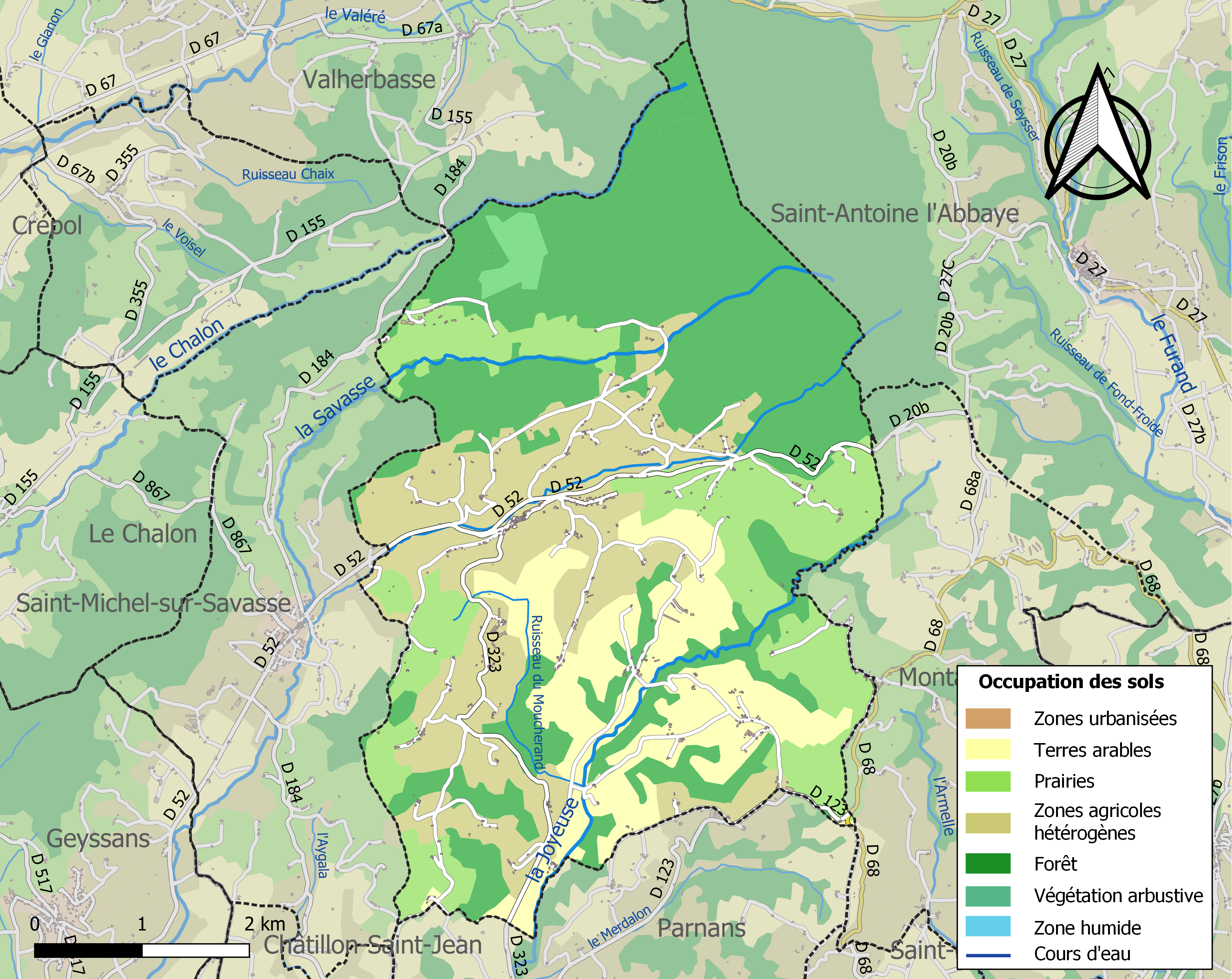
Carte des infrastructures et de l'occupation des sols de la commune en 2018 (CLC).

### Morphologie urbaine

#### Quartiers, hameaux et lieux-dits
Site Géoportail :
- Bigalière
- Boffard
- Bois Burais
- Bois communal de Saint-Bonnet-de-Valclérieux
- Bois de Fay
- Bois de Panaray
- Bois des Barinières
- Bois Lacour
- Bois Lambert
- Chaix
- Chanrans
- Châtillonet
- Chaunet
- Christave
- Croze
- Déruine
- Fontanger
- Forêt de Thivolet
- Francon
- Javanet
- la Cloitre
- Lacour
- la Forêt
- la Goutte
- la Grainerie
- la Jassaudière
- la Pelletière
- la Verrière
- le Gourrat
- le Penon
- le Sabot
- le Saladot
- les Allamands
- les Bayeux
- les Brudeaux
- les Brunes
- les Chevalières
- les Combes
- les Paladus
- Maison Vieille
- Melin
- Moucherand
- Oppidum (Tour de Montmiral)
- Palagris
- Pont Baillardon
- Quartier de Montagne
- Ratelière
- Saint-Martin
- Tôt
- Voreppe

Anciens quartiers, hameaux et lieux-dits :
- Ain est un hameau attesté[13] :

en 1200 : Ainc (cartulaire hosp. et templ., 23).
en 1468 : Aysium (archives de la Drôme, E 2512).
au XVe siècle : Sayls (terrier de Parnans).
au XVIIIe siècle : Daym (Carte de Cassini).
en 1775 : Zain-sur-Montmiral (affiches du Dauphiné).
au XIXe siècle : les Ains (carte d'état-major).
en 1891 : Ain, hameau.
- Les Allamands est un quartier attesté en 1891. Il était dénommé les Alemands au XVIIIe siècle (Carte de Cassini)[14].

## Toponymie

### Attestations
Dictionnaire topographique du département de la Drôme :
- 950 : mention du village : villa Soduli (cartulaire de Romans, 208).
- 995 : mention du village : villa quae dicitur Solo (cartulaire de Romans, 255).
- 1000 : mention de la tour : castrum Montis Mirati (cartulaire de Romans, 266).
- 1068 : mention de la paroisse Saint-Christophe : ecclesia Sancti Christophori in loco Sole (cartulaire de Romans, 12 bis).
- XIe siècle : mention de la paroisse Saint-Christophe : parrochia Sancti Xristofori de Sor (cartulaire de Romans, 314) / note : le X est la lettre grecque khi.
- 1150 : Montmira (cartulaire de Romans, 325).
- XIIe siècle : de Montemirato (cartulaire des hospitaliers, 19).
- XIIe siècle : apud Montem Miratum (cartulaire des hospitaliers, 23).
- 1215 : Monsmira (cartulaire des hospitaliers, 41).
- 1217 : Montmiraut (cartulaire des hospitaliers, 41).
- 1467 : Mons Mirandi (archives de la Drôme, E 462).
- 1521 : mention de la paroisse Saint-Christophe : capella Sancti Christophori Montismirati (rôle de décimes).
- 1593 : mention du village : le bourg de Saint-Christophe (archives de la Drôme, E 69).
- 1593 : mention de la paroisse Saint-Christophe : ecclesia Sancti Christophori (archives de la Drôme, E 69).
- 1788 : mention du village : Saint-Christophe de Montmiral (alman. du Dauphiné).
- 1891 : Montmiral, commune du canton de Romans.

### Étymologie
La première partie du toponyme provient du latin mons « montagne, mont, élévation ».

La deuxième partie vient du latin miratus, participe passé du verbe mirari « être surpris, être en admiration ».

Le toponyme peut donc être interprété de deux façons : « Mont admirable » ou « Mont d'où l'on admire » (mont d'où l'on voit loin : le village se situe à 400 mètres d'altitude et a une vue remarquable sur le Vercors et sur la Drôme des collines)[réf. nécessaire].

## Histoire

### Antiquité: les Gallo-romains
La commune possède des vestiges gallo-romains (MH).
Dans le quartier Saladot, de nombreux vestiges d'époque romaine ont été découverts. Une hypothèse a été avancée pour identifier le site avec la ville disparue de Solonium.

### Du Moyen Âge à la Révolution
En 950 ou en  974, Montmiral apparaît pour la première fois dans les textes. Un cartulaire de Saint-Barnard de Romans mentionne la villa Soduli.
Au XIe siècle, le château apparaît dans les textes. Il appartient aux Bressieux.
Au Moyen Âge, le village a connu trois églises : 
- L'église Saint-Martin près du château, au sud de la motte castrale. Près de ses ruines, ont été retrouvées des tombes des environs de l'an 1000.
- L'église Saint-Michel de Montmiral, probablement construite à l'époque du château en pierre.
- L'église Saint-Christophe autour de laquelle s'est formé le village actuel. Une charte du XIe siècle l'appelle « église mère au temps de Charlemagne ». Durant ce même siècle, elle est remise à l'abbaye Saint-Barnard de Romans qui y établit une communauté de chanoines réguliers.

La terre de Montmiral est disputée par les dauphins et les religieux de Romans.
La seigneurie :
- Au point de vue féodal, Montmiral était une terre du patrimoine des Clermont.
- 1465 : la terre est confisquée et donnée aux Dusie.
- 1467 : elle est rendue aux Clermont.
- 1581 : vendue aux Fléhard.
- Milieu du XVIIe siècle : cédée aux Mistral.
- 1710 : les Mistral obtiennent l'érection de Montmiral en marquisat.
- Peu de temps après : le marquisat passe (par mariage) aux Emé de Marcieu, derniers seigneurs.

En novembre 1533, François Ier s'arrête à Montmiral. Il aurait chassé dans les bois de la forêt de Thivolet qui couvraient alors les collines. Il a gravé sa signature dans une des bâtisses du village. La cheminée de la ferme Chapotière porte une inscription ainsi que le visage du roi (sculpté en 1539)[réf. nécessaire].
Avant 1790, Montmiral était une communauté de l'élection et subdélégation de Romans et du bailliage de Saint-Marcellin.

Elle formait trois paroisses du diocèse de Vienne : Montmiral, Saint-Martin et Saint-Michel. La paroisse de Montmiral avait saint Christophe pour patron et le chapitre de Romans pour collateur et décimateur (voir Saint-Martin et Saint-Michel).

#### Saint-Martin
Avant 1790, Saint-Martin était une paroisse du diocèse de Vienne et de la communauté de Montmiral, dont les dîmes appartenaient au chapitre de Romans qui présentait à la cure :
- 1050 : parrochia Sancti Martini (cartulaire de Romans, 315).
- XIVe siècle : capella Sancti Martini Montis Mirati (pouillé de Vienne).
- 1788 : Saint Martin de Montmiral (alman. du Dauphiné).
- 1891 : Saint-Martin, village, paroisse et section de la commune de Montmiral.

#### Saint-Michel
Avant 1790, Saint-Michel était une paroisse du diocèse de Vienne et de la communauté de Montmiral, dont les dîmes appartenaient au chapitre de Romans qui présentait à la cure.

Le 16 avril 1884, cette paroisse est distraite de la commune de Montmiral pour former une commune distincte du canton de Romans :
- Vers 1150 : ecclesia Sancti Michaelis de Abiais (cartulaire de Romans, 313).
- 1227 : basilica Sancti Michaelis et capella et cimiterium Sancti Michaelis (cartulaire de Romans, 359 et 360).
- 1521 : ecclesia Sancti Michaelis Montis Miratis (pouillé de Vienne).
- 1891 : Saint-Michel, commune du canton de Romans.

### De la Révolution à nos jours
En 1790, Montmiral devient le chef-lieu d'un canton du district de Romans, comprenant les municipalités de Crépol, Montmiral, Miribel et Parnans. La réorganisation de l'an VIII (1799-1800) en fait une simple commune du canton de Romans, de laquelle est distraite la commune de Saint-Michel en 1884.
En 1797, la commune compte 1 600 habitants.

## Politique et administration

### Liste des maires
| Période                                                                      | Période                      | Identité                            | Étiquette | Qualité                  |
| ---------------------------------------------------------------------------- | ---------------------------- | ----------------------------------- | --------- | ------------------------ |
| Les données manquantes sont à compléter. : de la Révolution au Second Empire |                              |                                     |           |                          |
| 1789                                                                         | 1801                         | mr Gerin et mr Lody                 |           |                          |
| 1801                                                                         | 1831                         | Antoine Massonet                    |           |                          |
| 1831                                                                         | 1843                         | Francois Descombes                  |           |                          |
| 1843                                                                         | 1855                         | Joseph Lardant                      |           |                          |
| 1855                                                                         | 1870                         | Jean Etienne Galland                |           |                          |
| 1870                                                                         | 1874                         | Joseph Morel                        |           |                          |
| Les données manquantes sont à compléter. : depuis la fin du Second Empire    |                              |                                     |           |                          |
| 1871                                                                         |                              | Joseph Morel                        |           | maire sortant            |
| 1874                                                                         | 1878                         | Antoine Marion                      |           |                          |
| 1878                                                                         | 1884                         | Hector Maurice Ferdinand            |           |                          |
| 1884                                                                         | 1888                         | Jean Antoine Ageron                 |           |                          |
| 1888                                                                         | 1892                         | Romain Gerva                        |           |                          |
| 1892                                                                         | 1893                         | Jean Antoine Ageron                 |           |                          |
| 1893 (élection ?)                                                            | 1896                         | Louis Philippe Morel                |           |                          |
| 1896                                                                         | 1900                         | Louis Philippe Morel                |           | maire sortant            |
| 1900                                                                         | 1904                         | Louis Philippe Morel                |           | maire sortant            |
| 1904                                                                         | 1908                         | Louis Philippe Morel                |           | maire sortant            |
| 1908                                                                         | 1910                         | Louis Philippe Morel                |           | maire sortant            |
| 1910 (élection ?)                                                            | 1912                         | Camille Paulin Charvin              |           |                          |
| 1912                                                                         | 1919                         | Camille Paulin Charvin              |           | maire sortant            |
| 1919                                                                         | 1925                         | Camille Paulin Charvin              |           | maire sortant            |
| 1925                                                                         | 1929                         | Auguste Boissieux                   |           |                          |
| 1929                                                                         | 1935                         | Auguste Carra                       |           |                          |
| 1935                                                                         | 1945                         | Auguste Carra                       |           | maire sortant            |
| 1945                                                                         | 1947                         | Auguste Carra                       |           | maire sortant            |
| 1947                                                                         | 1953                         | Jean Ageron                         |           |                          |
| 1953                                                                         | 1959                         | Jean Ageron                         |           | maire sortant            |
| 1959                                                                         | 1965                         | Jean Delon                          |           |                          |
| 1965                                                                         | 1971                         | André Blachon                       |           |                          |
| 1971                                                                         | 1977                         | André Blachon                       |           | maire sortant            |
| 1977                                                                         | 1983                         | Hubert Dumoncheau                   |           |                          |
| 1983                                                                         | 1989                         | Gabriel Bordier                     |           |                          |
| 1989                                                                         | 1995                         | Robert Gilibert                     |           |                          |
| 1995                                                                         | 2001                         | Robert Gilibert                     |           | maire sortant            |
| 2001                                                                         | 2008                         | Robert Gilibert                     |           | maire sortant            |
| 2008                                                                         | 2014                         | Daniel Bignon                       |           |                          |
| 2014                                                                         | 2018 (oct.)                  | Daniel Bignon                       |           | maire sortant            |
| 2018                                                                         | 2020                         | Jérôme Pouilly                      |           |                          |
| 2020                                                                         | En cours (au 1 janvier 2020) | Jérôme Pouilly[source insuffisante] | DVD       | Ingénieur, maire sortant |

## Population et société

### Démographie
L'évolution du nombre d'habitants est connue à travers les recensements de la population effectués dans la commune depuis 1793. Pour les communes de moins de 10 000 habitants, une enquête de recensement portant sur toute la population est réalisée tous les cinq ans, les populations de référence des années intermédiaires étant quant à elles estimées par interpolation ou extrapolation. Pour la commune, le premier recensement exhaustif entrant dans le cadre du nouveau dispositif a été réalisé en 2006.

En 2022, la commune comptait 659 habitants, en évolution de −0,15 % par rapport à 2016 (Drôme : +2,64 %, France hors Mayotte : +2,11 %).
| 1793  | 1800  | 1806  | 1821  | 1831  | 1836  | 1841  | 1846  | 1851  |
| ----- | ----- | ----- | ----- | ----- | ----- | ----- | ----- | ----- |
| 1 600 | 1 565 | 1 728 | 1 826 | 1 958 | 1 977 | 2 148 | 2 096 | 2 049 |

| 1856  | 1861  | 1866  | 1872  | 1876  | 1881  | 1886  | 1891 | 1896 |
| ----- | ----- | ----- | ----- | ----- | ----- | ----- | ---- | ---- |
| 1 846 | 1 853 | 1 845 | 1 827 | 1 837 | 1 644 | 1 011 | 993  | 964  |

| 1901 | 1906 | 1911 | 1921 | 1926 | 1931 | 1936 | 1946 | 1954 |
| ---- | ---- | ---- | ---- | ---- | ---- | ---- | ---- | ---- |
| 908  | 919  | 856  | 754  | 667  | 652  | 624  | 600  | 615  |

| 1962 | 1968 | 1975 | 1982 | 1990 | 1999 | 2006 | 2011 | 2016 |
| ---- | ---- | ---- | ---- | ---- | ---- | ---- | ---- | ---- |
| 617  | 506  | 458  | 437  | 418  | 441  | 589  | 621  | 660  |

| 2021 | 2022 | - | - | - | - | - | - | - |
| ---- | ---- | - | - | - | - | - | - | - |
| 672  | 659  | - | - | - | - | - | - | - |

### Enseignement
Relevant de l'académie de Grenoble, le village participe à un regroupement pédagogique intercommunal (RPI) avec la commune de Saint-Michel-sur-Savasse pour l'école primaire et maternelle. Ce regroupement comprend l'école de Montmiral allant de la maternelle jusqu'au CP et celle de la commune de Saint-Michel-sur-Savasse qui accueille les CP jusqu'au CM2.
La carte IGN indique une école, un collège et un lycée au hameau la Cloitre.

### Manifestations culturelles et festivités
- Fête : le dernier dimanche de juillet[18].

### Loisirs
- Randonnées (nombreux parcours pédestres)[réf. nécessaire].

Associations[réf. nécessaire] :
- Association de l'Amicale Laïque Les collines (pour les écoles primaires de Montmiral et Saint Michel) ;
- Association Rando-VTT. Elle organise chaque année au mois de mai des circuits dans les collines du village ;
- club de chasse ;
- club des personnes âgées (Club de La Tour).

### Médias
Le territoire de la commune se situe dans l'aire de diffusion de plusieurs médias :

#### Presse écrite
- Le Dauphiné libéré, quotidien régional qui consacre, chaque jour, y compris le dimanche, dans son édition de « Romans et Drôme des collines » un ou plusieurs articles à l'actualité du canton et de la commune, ainsi que des informations sur les éventuelles manifestations locales, les travaux routiers, et autres événements divers à caractère local.
- L'Agriculture Drômoise, journal d'informations agricoles et rurales, couvre l'ensemble du département de la Drôme.
- Drôme Hebdo (ancien Peuple Libre), hebdomadaire chrétien d'informations.

#### Presse audio-visuelle
La commune est située sur l'aire de diffusion de Ici Drôme Ardèche, une radio publique également diffusée sur tout le territoire du département de la Drome et de l'Ardèche.

## Économie

### Agriculture
En 1992 : pâturages, céréales, élevage, volailles.
- Produits locaux : tomme de chèvre[18].
- Foire : les 6 mars et 6 décembre[18].

L'agriculture locale produit aussi des noix labellisées Noix de Grenoble[réf. nécessaire].

## Culture locale et monuments

### Lieux et monuments
- Tour médiévale sur tertre[18].

La tour féodale du XIIe siècle est un donjon à section carrée situé sur une motte au lieu-dit la Tour. Elle appartenait au château en pierre qui avait remplacé la motte castrale en terre.
Elle fait seize mètres de haut et huit mètres de côté. En 1927, la tour a été classée monument historique. D'après une légende locale, il y aurait un souterrain qui relierait les tours de Montmiral, de Miribel, de Ratières et d'Albon.
- Église Saint-Christophe de Montmiral : clocher (est), abside et absidioles du XIIe siècle (IMH), cloche du XVIIIe siècle, autre clocher du XIXe siècle[18].

Elle comporte un vieux clocher et deux absides de style roman. Les peintures et l'architecture intérieure sont de style art nouveau. L'église est ornée de vitraux 1900, œuvres du peintre verrier Louis Balmet.
- Fermes[18].
- Petit lavoir[18].

### Patrimoine naturel
- Forêt de Thivolet[1].
- Étang de Montmiral[réf. nécessaire].
- Grottes[1].

### Héraldique, logotype et devise
|  | Montmiral possède des armoiries dont l'origine et le blasonnement exact ne sont pas disponibles. |